# Victor Cousin
Victor Cousin (28. listopadu 1792, Paříž – 14. ledna 1867, Cannes) byl francouzský filozof, představitel spiritualismu.

## Život
Podílel se výrazně na reformě francouzského školního systému. Byl stoupencem skotské školy zdravého rozumu. Přeložil Platónovo dílo do francouzštiny. Byl editorem díla Descartova. Jeho vlastní filozofický přístup bývá označován jako eklektický či synkretický. Eklektickou metodu aplikoval především na dějiny filozofie (zejm. v Histoire de la philosophie au XVIII siècle). Sám svou filozofii nazýval trochu matoucím způsobem "spiritualismus", čímž však mínil především to, že jde o racionalismus, který se distancuje jak od mysticismu, tak od prostého empirismu. Vyhýbal se filozofickému hodnocení náboženských otázek, každá z těchto oblastí by se měla dle Cousina starat o své věci a nepokoušet se řešit problémy oblasti druhé. K jeho klíčovým pracím patří Du Vrai, du Beau et du Bien z roku 1853. Známá je též jeho série portrétů významných žen minulosti.
Dle profesora Lansona Cousin „rozvíjel všechny soustavy v pěkných frázích harmonických a ušlechtilých, mnohdy elegantně mlhavých; vynalezl eklekticismus a nořil se zvolna do panteismu". Postupně své učení uhlazoval do té podoby, „aby jakoukoli smělou myšlenkou neuváděl do rozpaků předsudky francouzské veřejnosti." „Stal se filosofem měšťanstva, přísným strážcem morálních konvencí, náboženství a vlastnictví." Zvláště v počátečním období své činnosti byl však zprostředkovatelem nových myšlenkových směrů, především německé filozofie. Katolická církev zařadila dekretem z 8. srpna 1844 jeho spis Kurs dějin filozofie (Cours de l'histoire de la philosophie) na Index zakázaných knih.